# Metagarista maenas
Metagarista maenas är en fjärilsart som beskrevs av Herrich-Schäffer 1853. Metagarista maenas ingår i släktet Metagarista och familjen nattflyn. Inga underarter finns listade i Catalogue of Life.